# Крыло орла
«Крыло орла» (Eagle's Wing) — фильм британского режиссёра Энтони Харви в жанре вестерн. По мотивам рассказа Майкла Сайсона и сценарию Джона Брайли.

## Сюжет
Середина XIX века. Война с Мексикой (1846—1848) только что закончилась, но завоёванные новые территории ещё не освоены и таят в себе немало опасностей для белых переселенцев. Среди которых выделяются нелояльные к новым властям мексиканцы и враждебные индейцы.
Дезертир из американской армии Пайк (Мартин Шин) вместе со своим приятелем-траппером Генри (Харви Кейтель), путешествует по просторам Техаса и Нью-Мексико, торгуя шкурами с местными племенами. Вскоре Генри погибает в случайной стычке с индейцами, но спасшемуся Пайку удаётся уйти в прерии на единственном оставленном ему муле.
Вслед за этим команчи во главе с Белым Быком (Сэм Уотерстон) нападают на отряд враждебных индейцев, смертельно ранив их вождя Красное Небо (Хорхе Люк), но тому удаётся ускакать от них на своём чудном белом скакуне по кличке Крыло Орла. На похороны вождя случайно набредает оставшийся без средств к существованию Пайк, решив напасть на индейцев и забрать себе в отместку прекрасного белого коня покойного, которого краснокожие собирались принести в жертву. Не без труда приручив норовистую лошадь, Пайк отпускает своего старого мула на волю.
Тем временем Белый Бык с индейцами устраивает засаду на караван богатых мексиканцев, путешествующих в сопровождении молодого ирландца-священника (Джон Касл) и его юной сестры Джудит (Кэролайн Лэнгриш). Перебив охрану, команч отпускает своих воинов с захваченными лошадьми, а сам остаётся и отбирает у белых все деньги, украшения и церковную утварь, прихватив с собой Джудит.
Путешествующий с Джудит Белый Бык замечает в прерии Пайка на его великолепной лошади и, после нескольких дней преследования, ночью похищает у него коня. Разгневанный Пайк идёт по следу индейца, который тем временем всеми силами старается завоевать расположение белой пленницы. Для этого Белый Бык сначала связывает её и гонит вслед за лошадью пешком, затем кормит, поит и сажает в волокушу, а после того как овладевает белым конём Пайка, пересаживает на свою старую лошадь. Тем временем, священник-ирландец чудом добирается до асьенды брата одного из убитых в повозке мексиканцев и приводит оттуда вооружённую помощь, которая пускается в погоню за Белым Быком.
С помощью хитроумных ловушек коварному индейцу удается остановить всех своих преследователей, кроме упрямого Пайка, который настигает его, наконец, на горном перевале. Победив белого в честной схватке, Белый Бык уезжает от него на захваченном коне, оставляя незадачливому дезертиру в качестве «поощрительного приза» отчаявшуюся Джудит...
Съёмки картины проводились в Мексике.

## Актёры
| Актёр            | Роль              |
| ---------------- | ----------------- |
| Мартин Шин       | Пайк              |
| Харви Кейтель    | Генри             |
| Сэм Уотерстон    | Белый Бык         |
| Кэролайн Лэнгриш | Джудит            |
| Джон Касл        | её брат-священник |
| Стефан Одран     | вдова мексиканца  |
| Мануэль Охеда    | дон Мигель        |
| Клаудио Брук     | Санчес            |
| Педро Дамиан     | Хосе              |
| Хорхе Рассек     | Гонсало           |
| Хорхе Люк        | Красное Небо      |
| Хосе Карлос Руис | Хромой Волк       |